# 萨摩亚民主联合党
萨摩亚民主联合党（英語：Samoa Democratic United Party）是萨摩亚的一个已不存在的政党。2003年12月由萨摩亚民族发展党（Samoan National Development Party）和联合人民党（Samoan United Independent Party）合并而成。现任领导人为Asiata Sale’imoa Va’ai。
2006年4月2日的选举中，他们赢得了49个席位中的10个席位。2006年8月，Asiata Sale’imoa Va’ai担任该党的新领导人。

### 领袖
- 雷·马梅亚·洛帕蒂（La Mamia Ropati，? - 2006年8月），原民族发展党领导人
- Asiata Sale’imoa Va’ai（2006年8月至今）